# Agrotoerisme
Onder agrotoerisme verstaat men recreatie op het agrarische platteland. Het is een vorm van plattelandstoerisme en maakt deel uit van de zogenaamde verbrede landbouw waarbij landbouw niet alleen gericht is op voedselproductie. 
De Europese Unie stimuleert agrotoerisme om het platteland te vitaliseren, maar ook buiten Europa bestaan agrotoeristische projecten. Recreanten waarderen deze vorm van toerisme omdat het tegemoetkomt aan hun wensen op het gebied van rust, natuur, ontspanning, bewegingsmogelijkheden (fietsen, wandelen) en gastvrijheid. 
In Nederland bieden zo'n 1500 boerenbedrijven overnachtingsmogelijkheden en worden op 500 bedrijven recreatiegoederen verhuurd zoals kano's, roeiboten, fietsen, paarden en/of huifkarren. Ruim 1000 boerderijen verzorgen rondleidingen of andere ontvangstmogelijkheden. Ongeveer 2200 boerderijen bieden een of andere vorm van agrotoerisme, oftewel circa 5% van de boeren. Geschat wordt dat er jaarlijks 6 miljoen overnachtingen zijn.
Concrete activiteiten die men tot agrotoerisme rekent zijn onder meer:
- excursies en demonstraties op de boerderij
- kamperen dan wel bed & breakfast op boerderijen
- boerengolf en (andere) outdooractiviteiten
- wandelingen over het platteland
- verhuur van visvijvers
- verhuur of stalling van dieren (paarden)
- verkoop van producten en restauratieve voorzieningen op de boerderij